# Queso de cabeza

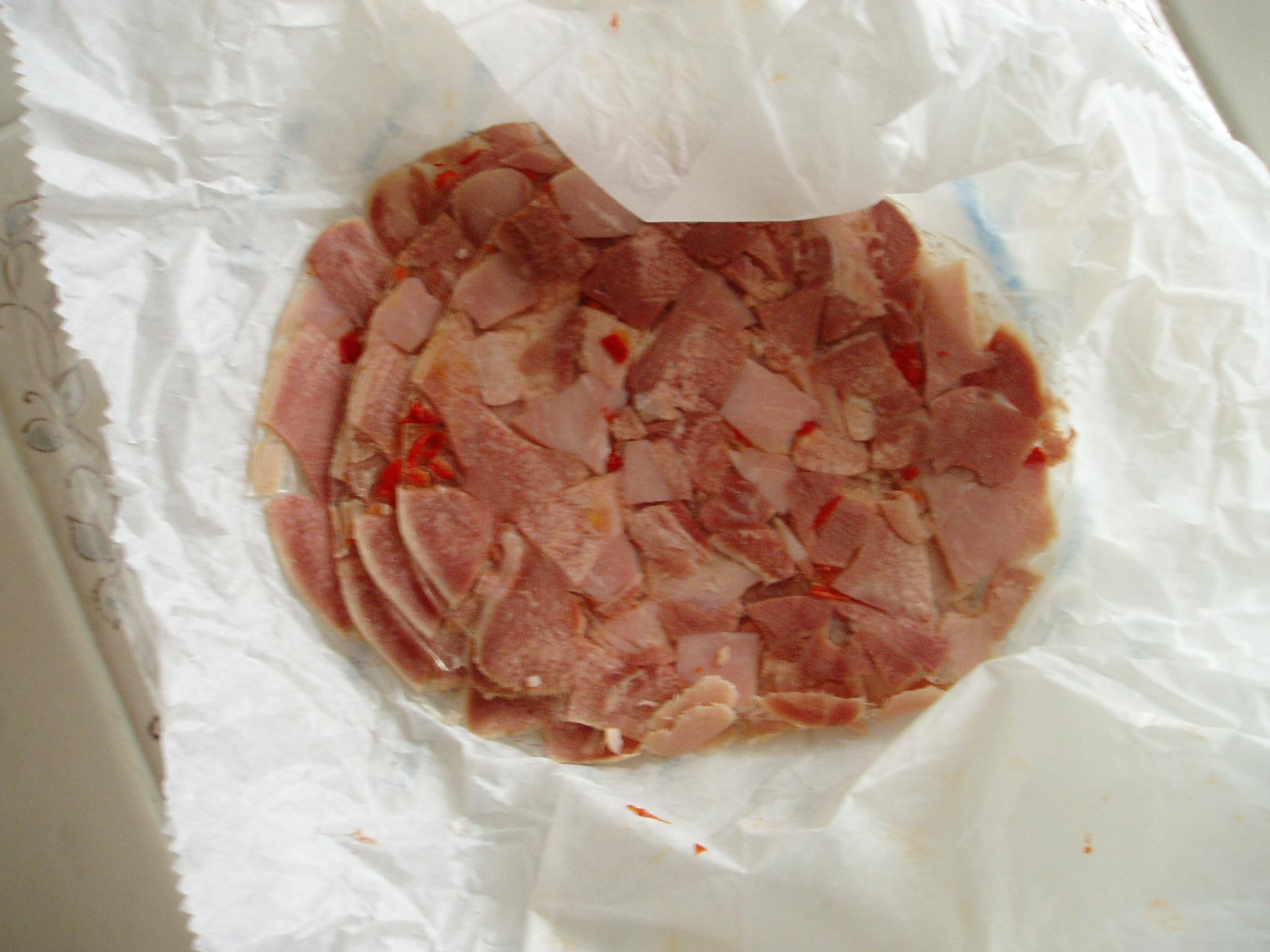
Queso de cabeza.

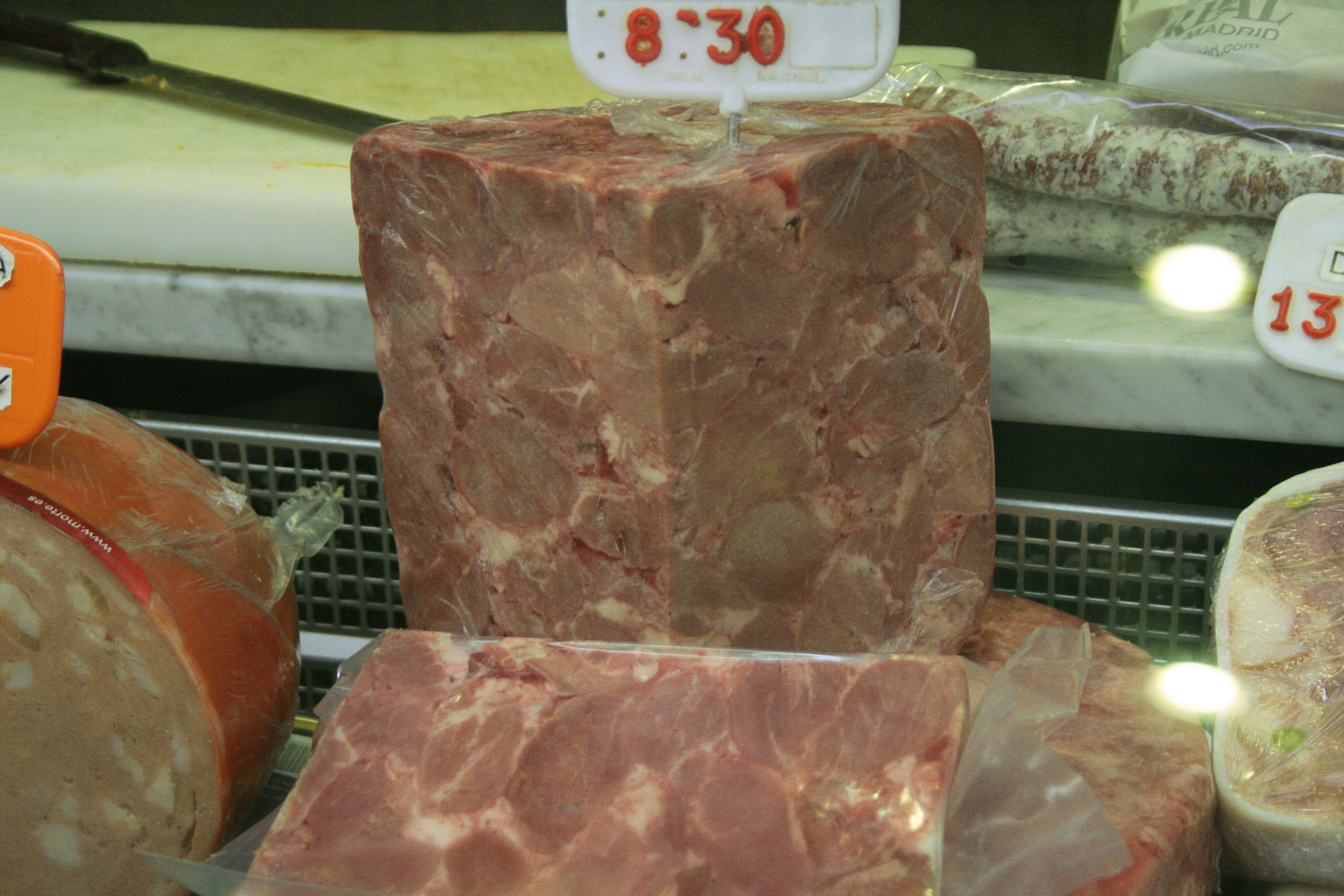
Chicharros.

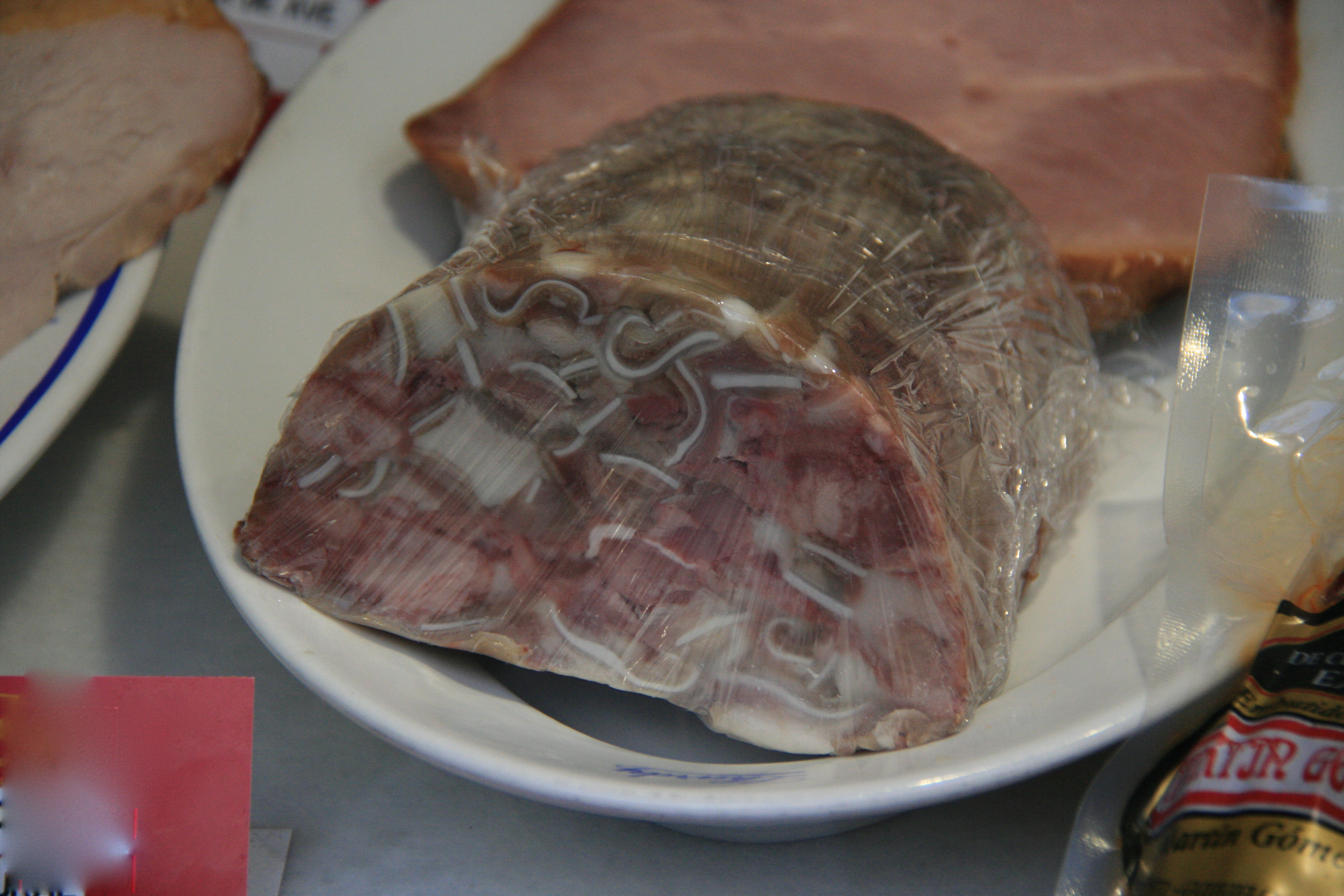
Chicharros mostrando su corte.

El queso de cabeza, conocido también como queso de chancho, queso de cerdo, queso de puerco o cabeza de jabalí (en España) cuando se elabora a partir de la cabeza de este animal, no es un producto lácteo sino un áspic de carne hecho a partir de la cabeza de un ternero o cerdo (a veces de una oveja o vaca). Puede también incluir carne procedente de las patas o el corazón. Puede condimentarse con cebolla, pimienta negra, pimienta de Jamaica, hoja de laurel, nuez moscada, limón, sal y vinagre. Suele consumirse frío o a temperatura ambiente, como fiambre.
Históricamente estos platos se hacían cociendo a fuego lento la cabeza limpia (sin órganos) del animal para obtener un caldo, considerado comida campesina desde la Edad Media. Al enfriarse, este caldo se cuaja gracias a la gelatina natural procedente del colágeno de los huesos del cráneo. El áspic puede necesitar gelatina adicional para cuajarse apropiadamente, que debe añadirse.

## Variedades
Existen numerosas versiones de queso de cabeza: 

### Europa
- Alemania.  Se conoce como Sülze, Schwartenmagen o Presskopf'. En Baviera el Presssack se encuentra en tres variedades (roja oscura, rosácea y gris) con forma de salchicha grande (15 cm de diámetro). El Sülze puede tener un sabor ácido gracias a la adición de pepinillos o vinagre. Suele tener forma de barra rectangular, que se corta en porciones individuales. Hay una variedad blanca y dos rojas diferentes, con sangre, hecha una con lengua de res (como la Zungenwurst) y en áspic, y la otra sin ella. Hay referencias al Sulcze en documentos de los Condes de Katzenelnbogen fechados entre 1410 y 1430.[1]
- Austria: Se conoce como Presswurst.
- Bulgaria: En Bulgaria el пача (pača) se prepara con cabeza de cerdo (principalmente oreja), manitas y a veces lenguas. El caldo se condimenta abundatemente con ajo antes de dejarlo enfriar.
- Croacia y Serbia: Este plato suele conocerse como hladetina y elaborarse tras la tradicional matanza de cerdos. Una versión muy sazonada se denomina tlačenica o švargla (la segunda es un préstamo corrupto del alemán). El nombre švargl se usa para una variante en la que los trozos se introducen en el estómago del cerdo, al estilo del haggis escocés. En Serbia el plato también se llama pihtije.
- Dinamarca, Suecia y Noruega: El sylte o sylta, un queso de cabeza de cerdo sazonado con pimienta de Jamaica, hoja de laurel y tomillo, es parte del tradicional smörgåsbord navideño, servido sobre rugbrød o lefse con mostaza fuerte y remolacha encurtida. El sylte se prepara a menudo a partir de otros cortes del cerdo, especialmente las versiones magras.
- España: Este plato frío se denomina queso de cerdo cuando es de origen porcino o cabeza de jabalí cuando se elabora a partir de este animal.
- Estonia: Existe el sült, parecido al plato alemán o croata (el nombre también es un préstamo), pero normalmente menos condimentado y elaborado con carne de mayor calidad. A veces se añaden zanahorias o verdura de hoja. Es un plato tradicional de Navidad.
- Finlandia: Se conoce como syltty, tytinä o aladobi.
- Francia: Se denomina fromage de tête, tête pressée, tête fromagée o pâté de tête.
- Hungría: Una variante es el disznósajt (‘queso de cerdo’) o disznófősajt (‘queso de cabeza de cerdo’), hecho de diversos cortes de carne (especialmente de la cabeza),[2] especias, pimentón y trozos de panceta cocidos en caldo picante. Se rellena con la mezcla un estómago de cerdo, de forma parecida al haggis escocés. Normalmente se ahuma, como las salchichas y el jamón.
- Islandia: La sviðasulta es un tipo de queso de cabeza, hecho de svið, una cabeza de cordero cortada por la mitad, a veces curada en ácido láctico.
- Italia: En Génova un fiambre similar se llama testa in cassetta (literalmente ‘cabeza en caja’), aunque es posible encontrarlo en todo el centro y norte del país, donde se denomina coppa di testa, simplemente coppa o (en algunas regiones del norte) formaggio di testa. En el centro de Italia (Lacio, Umbría) es frecuente añadirle cáscara de naranja, o servirlo en ensalada con naranja y aceitunas negras.
- Lituania: Existe la košeliena (de košė, ‘reducir a pulpa’, ‘aplastar’) o šaltiena (de šalta, ‘frío’, en alusión a la forma de servirlo), normalmente hecha de manitas y a veces con parte de la cabeza.
- Países Bajos y Bélgica: El queso de cabeza se conoce bajo diversos nombres y variantes regionales. En brabanzón se denomina zult y se hace con sangre. Las manitas de cerdo proporcionan la gelatina, conteniendo un poco de vinagre. En limburgués se llama hoofdkaas, y se consume en pan o con salchicha como entrante. Existe una variedad roja dulce y una gris ligeramente ácida. La roja puede compararse con el zult brabanzón. En Limburgo también se encuentran la zult y la preskop, si bien la primera es menos ácida mientras la segunda suele contener pimienta y consumirse en pan integral. En Bélgica el queso de cabeza también se llama kop o kopvlees.
- Polonia: En este país el queso de cabeza se llama salceson, término posiblemente derivado de saucisson, el nombre francés de un tipo de salchicha. Hay diversas variedades según los ingredientes: negro, que incluye sangre; blanco, hecho con una mezcla de carnes sazonadas sin sangre; y ozorkowy salcesson, donde el principal ingrediente es la lengua.
- Reino Unido: En Inglaterra y Gales la salchicha de cabeza se denomina brawn o (en Yorkshire y Norfolk) pork cheese; en Escocia, el queso de cabeza se conoce como potted heid (cabeza de vaca, cerdo u oveja en tarro; el potted haugh/hough se elabora a partir de la carrillada del animal).
- Eslovaquia y República Checa: La huspenina (del alemán Sülze, también llamada studeno, ‘fría’) se hace a partir de la cabeza y las manitas del cerdo cocidas juntas, troceadas, mezcladas en su propio caldo, vertidas a una sartén y dejadas enfriar hasta solidificarse. Otros ingredientes son: cebolla, pimienta negra, pimienta de Jamaica, hoja de laurel, vinagre, sal, zanahoria, perejil, apio y a veces huevo. Existe una receta parecida llamada tlačenka (‘prensada’) que es básicamente huspenina con hígado y otra casquería picada con restos de la cabeza y las manitas, en un estómago de cerdo preparado donde se deja solidificar con peso encima, y a menudo se ahúma. La tlačenka suele ser más densa que la huspenina y se come habitualmente con cebolla picada y unas gotas de vinagre.
- Rumanía: Hay dos versiones, una llamada tobă (‘tambor’), que tiene aspecto de salchicha gigante, de unos 10 cm de diámetro; y otra llamada piftie, en la que los ingredientes se vierten en un bol que luego se enfría. No se elaboran necesariamente con carne de la cabeza, sino también de otros cortes, cocidos con ajo y hoja de laurel.
- Rusia y Ucrania: El queso de cabeza es muy popular, especialmente en fechas señaladas como la Navidad. También es popular entre la comunidad judía. Popularmente se le llama saltisón (салтисон).
- Suecia: Existe la pressylta, una receta de Swedish Food, publicado en 1947 por Esselte en Gotemburgo.

### Asia
- China. En ciertas partes del país, como Tianjin, se come yaorou (肴肉), elaborado deshuesando y encurtiendo manitas de cerdo con salmuera y alumbre. Se separa la carne, se prensa y se come fría.[3] En el oeste se elabora a menudo una corteza de cerdo en gelatina, que se sirve con una mezcla de salsa de soja picante y vinagre con ajo machacado y pimentón.
- Corea: En la cocina coreana, un plato similar es llama pyeonyuk (편육). Se elabora prensando carne, normalmente de la cabeza del cerdo. Se come como anju (platos asociados con bebidas alcohólicas) o se usa para los janchi (잔치, literalmente ‘festín’ o ‘banquete’).
- Vietnam: Por Tết, se elabora el giò thủ para la celebración del Año Nuevo. Es un aperitivo tradicional hecho con panceta fresca, oreja de cerdo, ajo, cebolleta, cebolla, oreja de ratón, salsa de pescado y pimienta negra machacada. Tradicionalmente, el giò thủ se envuelve en hojas de plátano y se prensa en un molde de madera hasta que la gelatina de la oreja de cerdo pega la mezcla.

### América
- Antillas. El souse es carne y recortes encurtidos, normalmente de manitas de cerdo, patas de pollo o lengua de ternera, por nombrar algunos.[4] La carne se corta en trozos pequeños y se remoja en una salmuera hecha con agua, zumo de lima, pepino, pimiento picante, sal y condimentos preparados especialmente. Suele comerse por las mañanas
- San Vicente y las Granadinas, Barbados, Trinidad y Tobago. Se sirve o vende en muchos eventos sociales. Es popular servirlo con Budín.
- Brasil: El queso de cabeza es muy popular entre la población gaucha, y se conoce popularmente como queijo de porco (‘queso de cerdo’). En las ciudades colonizadas por alemanes, como Pomerode y Blumenau, se sigue la receta alemana y se conoce como Sülze.
- Canadá. En Terranova y Labrador se elabora el brawn con caza salvaje, como alce y caribú.
- Estados Unidos. En alemán de Pensilvania, el plato se llama souse, y se prepara con manitas y lengua de cerdo, encurtiéndose con salchicha. En Luisiana, el fuertemente condimentado hog's head cheese es muy popular como fiambre o aperitivo, especialmente entre los cajunes, que lo llaman souse meat o simplemente souse. Unas manitas de cerdo aportan la gelatina que cuaja el queso, y típicamente se añade vinagre para darle un sabor agrio.
- Hispanoamérica.

El queso de cabeza es popular en.  
- México se conoce como queso de puerco o queso de tompiate.
- Perú (donde se consume para el desayuno o el lonche en sánguches),[5]

- Bolivia. Se llama arrollado.
- Costa Rica.
- Ecuador.

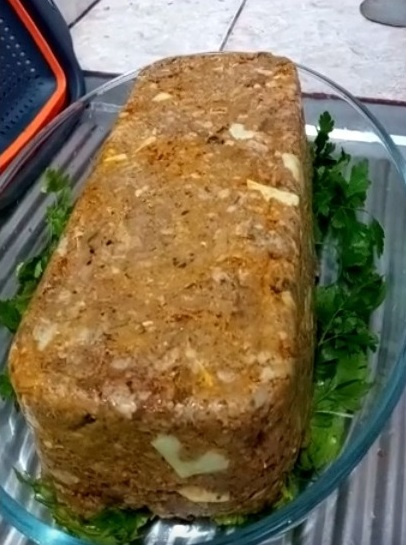
Chicharrón de prensa peruano

- Uruguay como queso de chancho o chicharrón de prensa.
- Colombia como queso de cabeza.
- Chile es parte de la comida típica, y se suele acompañar con pebre.
- Argentina como queso de cerdo. Es típico en las llamadas "picadas" (picoteo variado, generalmente antes de una comida más fuerte).
- Venezuela se le conoce como selse o selce y corresponde a regiones que estuvieron en contacto con colonos alemanes o neerlandeses, como es el caso de Coro, Paria y la Colonia Tovar. En las dos primeras es elaborado hirviendo cabeza y patas de cerdo, ají dulce, pimentón, cebolla y varias especias  en las que es común la guayabita o pimienta dulce y la pimienta negra en grano combinados con vinagre. Este preparado es consumido como tapa o pasapalos o como relleno de las arepas peladas. Se puede decir que es una vinagreta de cerdo y se suele colocar en envases de vidrio y vender en la carretera. En la Colonia Tovar es más un aspic parecido al sülze alemán.

### Oriente Medio
- Turquía. El kelle söğüş es una variante del queso de cabeza hecho de la cabeza cocida de un cordero lechal, servida normalmente con pimienta negra y comino. Una sopa espesa hecha con ésta añadiéndole vinagre y ajo es también bastante popular como plato de madrugada para evitar las resacas.
- Israel. Se vende refrigerado en tiendas de conveniencia con el nombre regel krushah (רגל קרושה‎).[6] Los judíos europeos lo llaman en yidis petchah o pootschah, cambiando la pronunciación según el país. El origen del término es aparentemente la palabra persa pache, que significa ‘ternero’. (La otra posibilidad es la palabra búlgara пача pača; véase más arriba.)